# 丁忠
丁忠（?—?），三国孫吳大臣。
宝鼎元年（266年）正月，孙皓派遣大鸿胪张俨、五官中郎将丁忠去西晋吊祭司马昭。丁忠和张俨回来的时候，张俨在途中病死。丁忠劝说孙皓：“北方不设守战器具，弋阳可以袭击夺取。”孙皓和群臣商议，镇西大将军陆凯认为应当谨慎对待。车骑将军刘纂建议派遣间谍，以观晋朝之势。孙皓密谋采纳刘纂的建议，晋吴开始断绝国交。